# 세천정
세천정은 대한민국 경상북도 의성군 단촌면 세촌리 760-1에 있는 정자 건축물이다. 2013년 5월 28일 의성군의 문화유산 제19호로 지정되었다.

## 개요
세천정은 해주인 금산(錦山) 오국화(吳國華)의 절의를 기리기 위해 후손이 1933년에 건립한 정자이다.